# 卡爾卡斯卡 (密歇根州)
卡爾卡斯卡（英語：Kalkaska）是一個位於美國密歇根州卡爾卡斯卡縣的村。根據2010年美國人口普查，該地共人口2020人，而該地的面積約為8.31平方千米。同時該地也是卡爾卡斯卡縣的縣治。

## 地理
卡爾卡斯卡的座標為44°44′04″N 85°10′48″W / 44.73444°N 85.18000°W，而該地的平均海拔高度為315米（即1033英尺）。